# Franc
Franc je moško osebno ime.

## Slovenske različice
Fran (m), Franc (m), Franca (ž), France (m), Fráncelj (m), Franci (m), Franciska (ž), Franček (m), Franka (ž), Francka (ž), Frančišek (m), Frančiška, Fani (ž), Franek (ž?), Franja (ž), Franjo (m), Franko (m), Franta (m)

## Tujejezikovne različice
- Ferenc (m) pri Madžarih
- Fran (ž)
- Francis oz. Frank (m) in Frances, tudi Francine oz. Fany (ž) pri Angležih
- Francesc oz. Cesc(o) (m) pri Katalonciih (in Oksitancih/Provansalcih?)
- Francesca (ž) in Francesco (m) pri Italijanih
- Francisca (ž) in Francisco (m) pri Špancih in Portugalcih
- Franciscus (m), latinsko, pa tudi pri Nizozemcih, Estoncih
- Franciskus pri Švedih, Norvežanih ...
- Francisk pri Romunih
- Francis(ks) pri Letoncih
- Franciszek (m) in Franciszka (ž) pri Poljakih
- Franck (m), Franco (m)
- Franco (m) pri Italijanih itd ...
- Françesku pri Albancih
- François, pa tudi Francis, Francisque (m) in Francoise, France, Francine (ž) pri Francozih
- Franjo oz. Frano, Frane, Fran (m) in Fraciska, Franka, Fran(ji)ca (ž) pri Hrvatih
- Frank pri Angležih, Nizozemcih,
- Frans (m) pri Nizozemcih oz. Flamcih in Skandinavcih
- František ali Franta (m) pri Čehih in Slovakih
- Franz oz. Franziskus (m) in Franziska (ž) pri Nemcih
- Pranciškus pri Litovcih

## Izvor in pomen imena
Ime izhaja iz latinske besede Franciscus (Frank oz. Francoz); kot ime svetnika izhaja iz vzdevka Frančiška Asiškega.

## Znani nosilci imena
- Franc Ferdinand
- Franc Saleški Finžgar
- Franc Jožef
- Franc Rode
- Franc Rozman - Stane
- Frančišek Asiški
- Frančišek Ksaverij
- Frančišek Saleški
- Frančišek (papež)